# Koralówka żółta

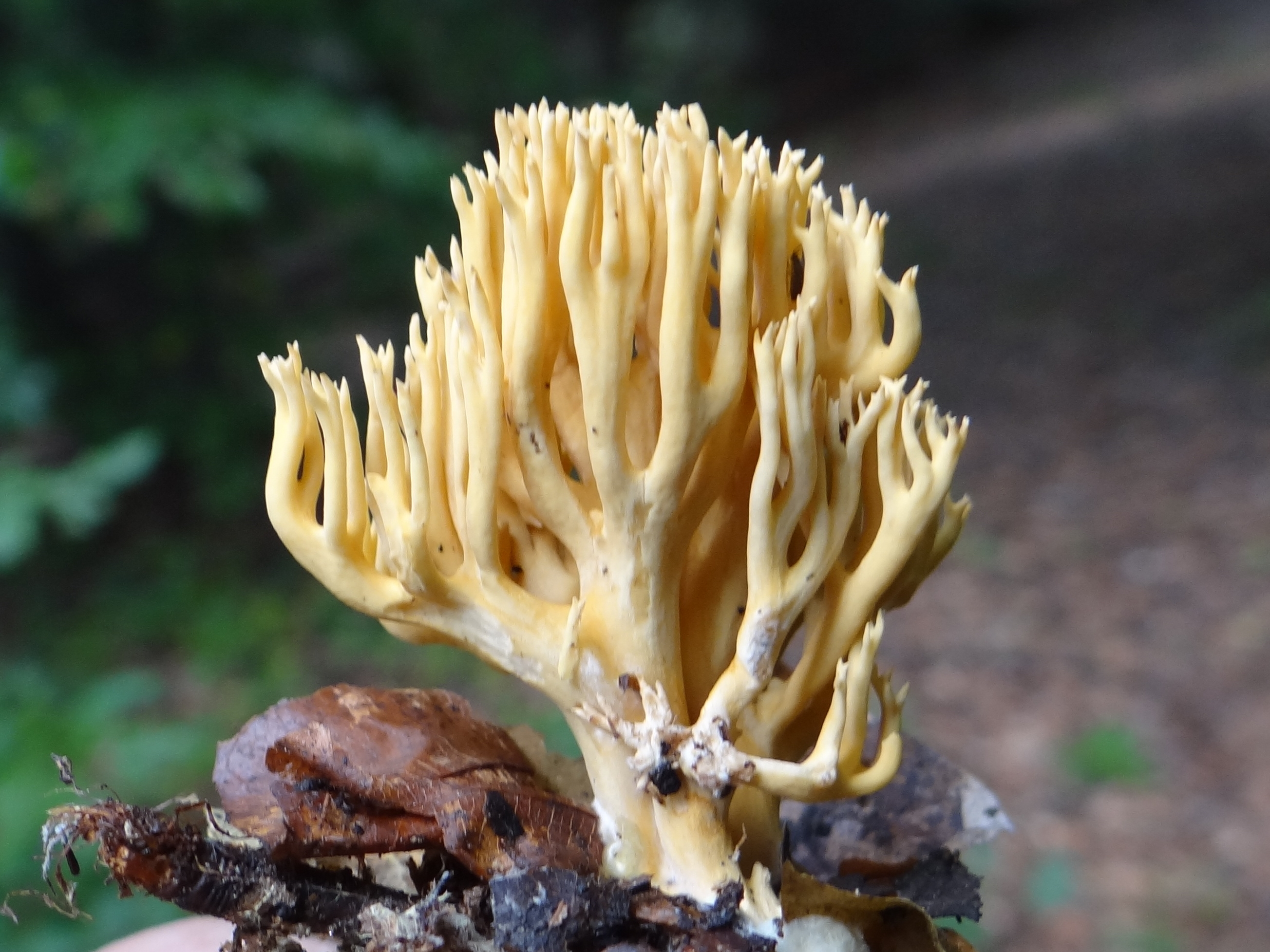

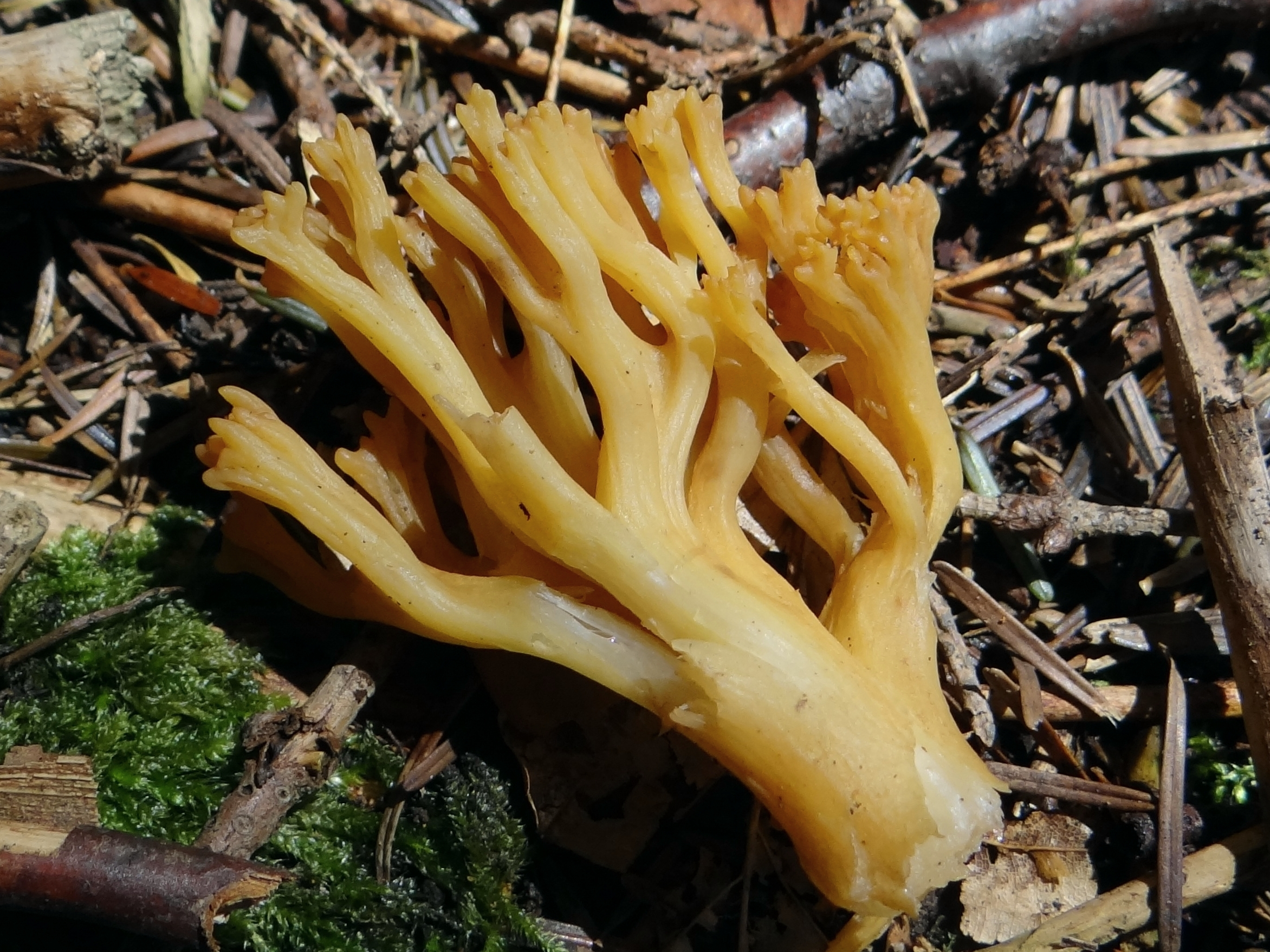
Gałązki koralówki żółtej

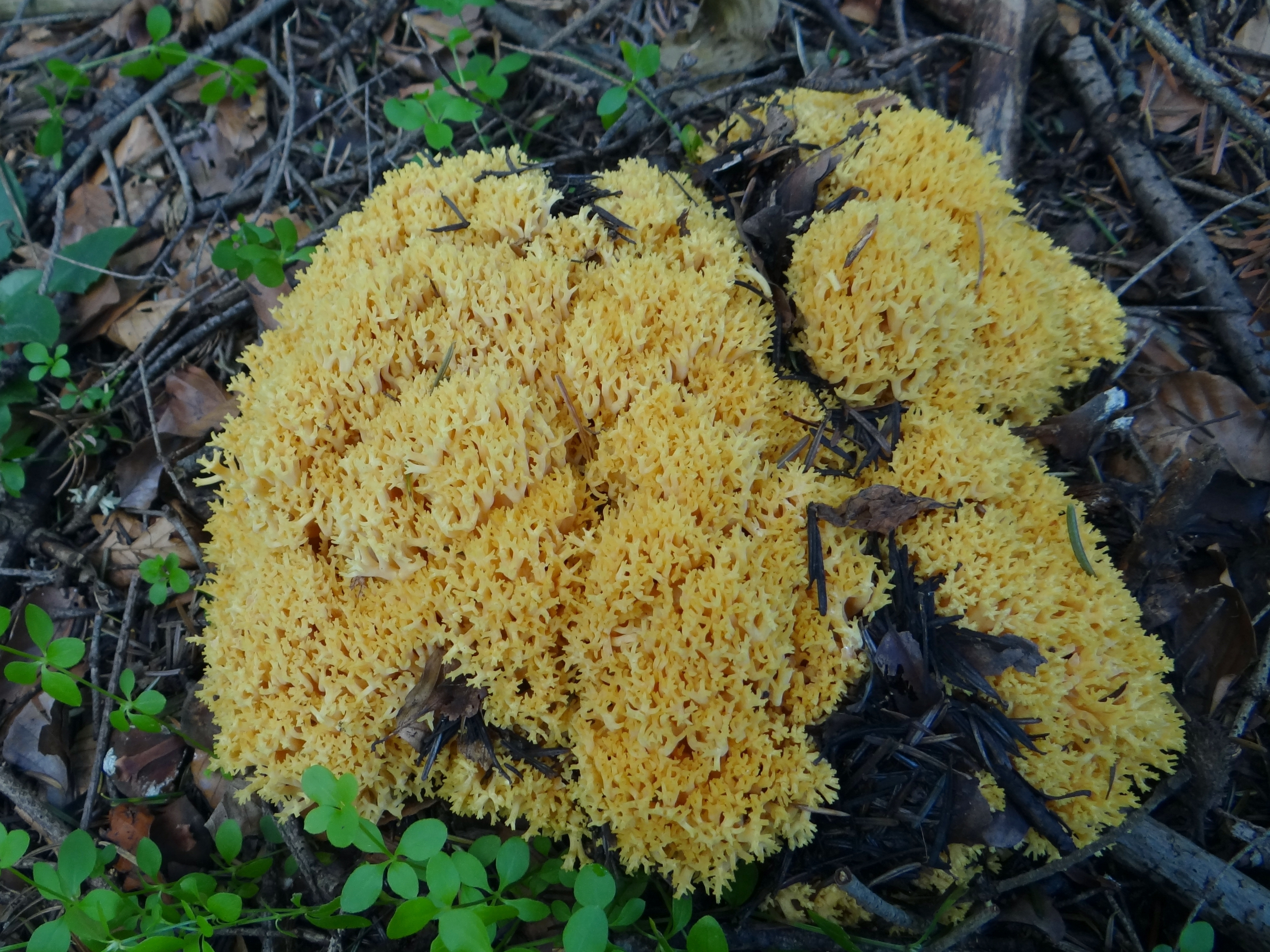

Koralówka żółta (Ramaria flava (Pers.) Quél.) – gatunek grzybów z rodziny siatkoblaszkowatych (Gomphaceae).

## Systematyka i nazewnictwo
Pozycja w klasyfikacji: Ramaria, Gomphaceae, Gomphales, Phallomycetidae, Agaricomycetes, Agaricomycotina, Basidiomycota, Fungi.
Jako pierwszy opisał ten takson w 1763 r. Jacob Christian von Schaeffer, nadając mu nazwę Clararia flava. Obecną, uznaną przez Index Fungorum nazwę nadał w 1888 r. Lucien Quélet, przenosząc go do rodzaju Ramaria. Niektóre synonimy naukowe:

- Clavaria flava Schaeff. 1763
- Corallium flavum (Schaeff.) G. Hahn 1883
- Coralloides flavus Tourn. ex Battarra 1755
- Ramaria flavobrunnescens var. aurea (Coker) Corner 1950

Polską nazwę zaproponował Władysław Wojewoda w 2003 r. W polskim piśmiennictwie mykologicznym gatunek ten opisywany był też jako płaskosz żółty, goździanka żółta, goździeniec żółty, kozia broda gałęzista, kozia broda żółta, gałęziak żółty.

## Morfologia
Owocnik
Krzaczkowato rozgałęziony, osiągający zazwyczaj wysokość do 12 cm, ale czasami nawet do 25 cm i podobną szerokość. Pokrój owalny. Wyrasta z krótkiego, dość grubego i zwartego trzonu z grubymi ryzomorfami i pokrytego pilśniowatą grzybnią. Z trzonu wyrasta kilka grubych gałęzi, które rozgałęziają się jeszcze kilkakrotnie na coraz cieńsze gałązki. Trzon i dolna część najgrubszych gałązek jest biaława, poza tym gałązki są lśniąco-żółte, po uciśnięciu przejściowo brązowieją. Najintensywniej zabarwione są gałązki zewnętrzne. Wierzchołki gałązek zakończone kilkoma zaokrąglonymi ząbkami. Miąższ biały, twardy, o zapachu kwaskowatym lub przypominającym zapach rzodkwi. W smaku jest łagodny, tylko wierzchołki gałązek są nieco gorzkie.
Cechy mikroskopowe
Strzępki grzybni mają grubość 4,2–25 μm, są kręte, gęsto splecione, grubościenne i szkliste. W większości z nich występują przegrody, ale bez sprzążek. Strzępki trzonu mają grubość 3–9 μm, są cienkościenne, mniej więcej równoległe i posiadają przegrody ze sprzążkami. Strzępki w górnej części gałązek mają średnicę 3–14 μm, są mniej więcej równoległe, bezbarwne, cienkościenne, rzadko występują w nich sprzążki. Zarodniki niemal cylindryczne, wydłużone lub nieco zwężające się ku górze, o powierzchni drobno chropowatej (pokryte są bardzo drobnymi, rozproszonymi brodawkami i łączącymi je listewkami). Mają rozmiar 11,8–14,8 × (4,4) 5,2–5,9 μm i ściany o grubości około 0,3 μm.
Gatunki podobne
Koralówkę żółtą można pomylić z kilkoma innymi gatunkami żółtych lub ochrowych koralówek. Pewne oznaczenie tego gatunku możliwe jest tylko przez analizę cech mikroskopowych. Podobne są: koralówka złocista (Ramaria aurea), koralówka żółknąca (Ramaria flavescens), koralówka zwiędła (Ramaria flaccida), koralówka sztywna (Ramaria stricta). koralówka sosnowa (Ramaria eumorpha).

## Występowanie i siedlisko
Występuje w Ameryce Północnej, Europie, Afryce Północnej i Nowej Gwinei. Z terenów Azji podano występowanie tego gatunku tylko w Korei i Japonii. W Polsce gatunek rzadki. Znajduje się na Czerwonej liście roślin i grzybów Polski. Ma status R – potencjalnie zagrożony z powodu ograniczonego zasięgu geograficznego i małych obszarów siedliskowych. Znajduje się na listach gatunków zagrożonych także w Niemczech.
Grzyb naziemny rosnący w lasach liściastych i mieszanych, głównie pod bukami. Owocniki wytwarza od sierpnia do października.